# 巫术：疯狂领主的试验场
《巫术：疯狂领主的试验场》是电子角色扮演游戏系列巫术的首款游戏。它由安德鲁·格林伯格和罗伯特·伍德黑德开发。诺曼·瑟尔特克在1980年建立Sir-Tech Software, Inc.，并在1980年波士顿电脑大会上展示了游戏测试版。游戏最终版于1981年发行。
这是最早将龙与地下城式角色扮演游戏改写为电脑游玩的游戏之一，也是同类游戏中最早使用彩色画面的。这也是首个回合团队制电子角色扮演游戏。
游戏最终和《巫术II：钻石骑士》和《巫术III：利加敏的遗产》以首个三部曲完结。为创造在三部曲其余游戏中可以游玩的队伍，就需要完成《疯狂领主的试验场》。

## 脚注
1. 1 2  Hallford, Jana. . Cengage Learning. 2001: 55–58. ISBN 0-7615-3299-4.
2. ↑  Crigger, Lara. . 1up.com.   [2008-06-05].[永久]
3. ↑  DeMaria, Rusel; Wilson, Johnny L.  2nd. McGraw-Hill Professional. 2003: 156. ISBN 0-07-223172-6.